# Rajon Leltschyzy

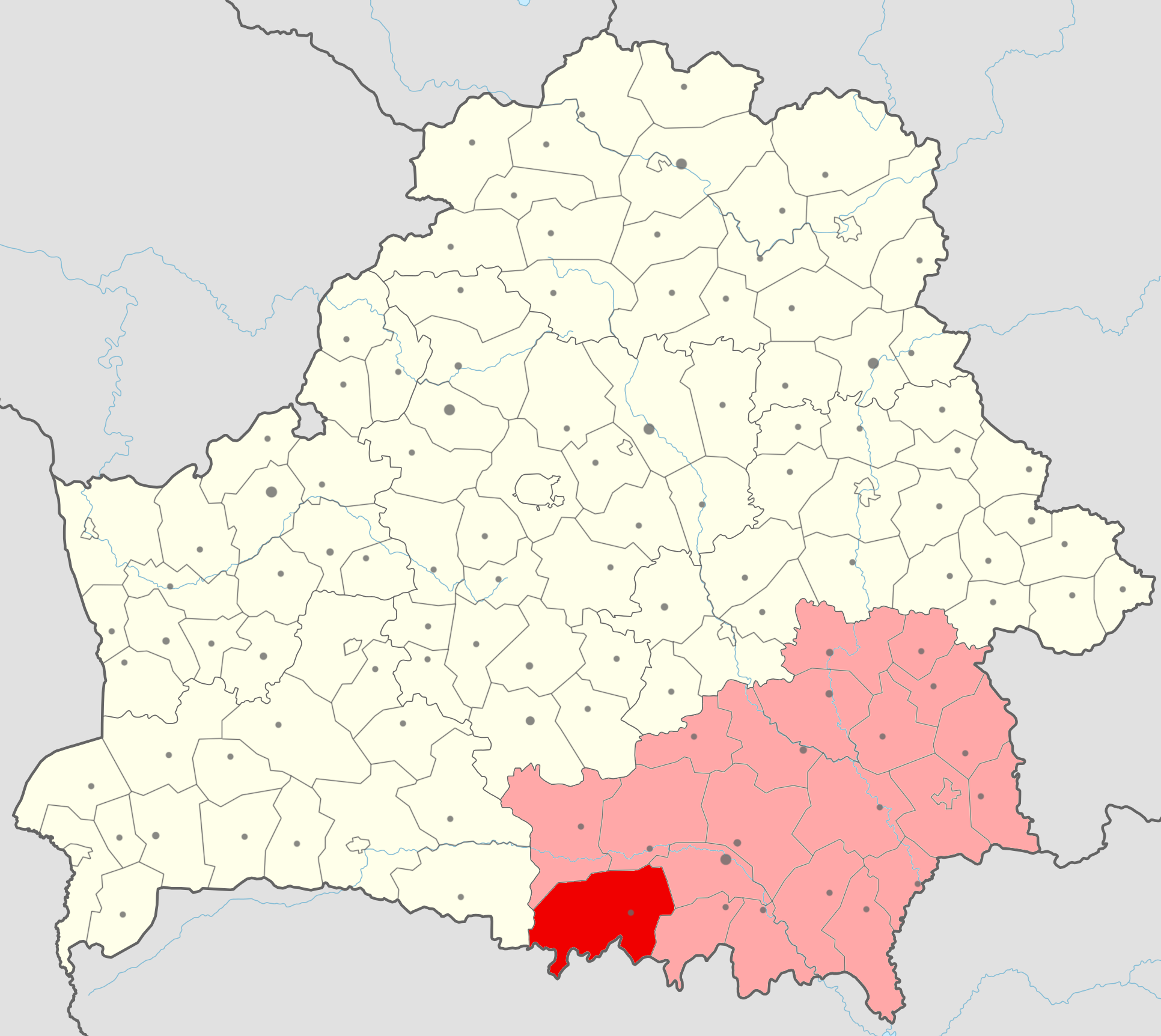
Rajon Leltschyzy, Karte

Der Rajon Leltschyzy (belarussisch Лельчыцкі раён; russisch Лельчицкий район) ist eine Verwaltungseinheit in dem Verwaltungsbezirk Homelskaja Woblasz in Belarus mit dem administrativen Zentrum in der Siedlung städtischen Typs Leltschyzy. Der Rajon hat eine Fläche von 3221 km² und umfasst 76 Ortschaften.

## Geographie
Der Rajon Leltschyzy liegt im Südwesten der Homelskaja Woblasz. Die Nachbarrajone in der Woblast Homel sind im Nordwesten Schytkawitschy, im Norden Petrykau, im Nordosten Masyr und im Osten Jelsk.